# Roger Legris
Pour les articles homonymes, voir Legris.
Jean Roger Legris né à Malakoff le 3 juillet 1898 et mort au Le Kremlin-Bicêtre le 22 mai 1981, est un acteur français.

## Biographie
Roger Legris est d'abord acteur de théâtre. Il a fait partie de la compagnie Gaston Baty de 1928 à 1934. Il interprètera notamment : Le Médecin malgré lui de Molière, Chambre d'hôtel et Frère soleil.
Il fut un célèbre second rôle du cinéma français des années 1930 à la fin des années 1960, période où il devient un des acteurs récurrents de Jean-Pierre Mocky. En 1944, l'acteur est contraint de s'exiler et subit quatre ans de traversée du désert, en raison de prises de position collaborationnistes.[réf. nécessaire]

## Filmographie
- 1932 : Dans les rues de Victor Trivas : Moutarde
- 1933 : Adémaï aviateur de Jean Tarride : un aviateur
- 1934 : Les Nuits moscovites de Alexis Granowski
- 1934 : Le Diable en bouteille de Heinz Hilpert et Reinhart Steinbicker
- 1934 : L'Amour en cage de Karel Lamač et Jean de Limur
- 1934 : La Maison dans la dune de Pierre Billon
- 1935 : Barcarolle de Gerhard Lamprecht et Roger Le Bon
- 1935 : La Tendre Ennemie de Max Ophüls
- 1935 : La Kermesse héroïque de Jacques Feyder : le mercier
- 1935 : Une bonne affaire de Victor de Fast - court métrage -
- 1936 : Sous les yeux d'occident de Marc Allégret : le photographe
- 1936 : Pépé le Moko de Julien Duvivier : Max, un homme de la bande
- 1936 : Un mauvais garçon de Jean Boyer
- 1936 : La Belle Équipe de Julien Duvivier : le garçon d'hôtel
- 1936 : Puits en flammes de Victor Tourjansky
- 1936 : Vous n'avez rien à déclarer ? de Léo Joannon : un admirateur du chansonnier
- 1936 : Courrier sud de Pierre Billon
- 1936 : Le Grand Refrain d'Yves Mirande
- 1936 : Nuits de feu de Marcel L'Herbier : le jeune soldat
- 1937 : L'Occident d'Henri Fescourt
- 1937 : Un carnet de bal de Julien Duvivier
- 1937 : Miarka, la fille à l'ourse de Jean Choux : l'innocent
- 1937 : Feu ! de Jacques de Baroncelli : Quiriadec
- 1937 : L'Affaire Lafarge de Pierre Chenal
- 1937 : La Dame de pique de Fedor Ozep
- 1937 : Mollenard de Robert Siodmak : le télégraphiste
- 1937 : Le Mensonge de Nina Petrovna de Victor Tourjansky
- 1937 : Le Cantinier de la coloniale d'Henry Wulschleger
- 1938 : Le Quai des brumes de Marcel Carné : le garçon d'hôtel
- 1938 : Le Cœur ébloui de Jean Vallée
- 1938 : Le Révolté de Léon Mathot et Robert Bibal
- 1938 : Raphaël le tatoué de Christian-Jaque : Bédouin
- 1938 : Le Récif de corail de Maurice Gleize : Johnson, un homme du bateau
- 1938 : Le Roman de Werther de Max Ophüls : Franz, le valet
- 1938 : Vidocq de Jacques Daroy
- 1938 : L'Entraîneuse d'Albert Valentin
- 1938 : Deuxième Bureau contre Kommandantur de René Jayet et Robert Bibal
- 1939 : Bécassine de Pierre Caron
- 1939 : Le Déserteur (ou Je t'attendrai) de Léonide Moguy
- 1939 : L'Or du Cristobal de Jean Stelli et Jacques Becker : le râleur
- 1939 : Grey contre X de Pierre Maudru et Alfred Gragnon
- 1939 : Moulin rouge d'André Hugon
- 1940 : Narcisse de Ayres d'Aguiar
- 1941 : Pension Jonas de Pierre Caron
- 1941 : Ne bougez plus de Pierre Caron
- 1941 : Le Dernier des six de Georges Lacombe
- 1941 : Patrouille blanche de Christian Chamborant
- 1942 : L'Auberge de l'abîme de Willy Rozier
- 1946 : Le Charcutier de Machonville de Vicky Ivernel
- 1948 : L'assassin est à l'écoute de Raoul André
- 1949 : Le Trésor de Cantenac de Sacha Guitry : l'idiot du village
- 1950 : Fait divers à Paris de Dimitri Kirsanoff
- 1950 : Une fille à croquer de Raoul André
- 1950 : Atoll K de Léo Joannon : le radio sur l'atoll
- 1950 : Sucre et sécurité de G. Damas - court métrage -
- 1951 : Le Gantelet vert - (The green Glove) de Rudolph Maté : Conrad
- 1952 : Rayés des vivants de Maurice Cloche
- 1953 : Capitaine Pantoufle de Guy Lefranc : le marin
- 1955 : Les Indiscrètes de Raoul André
- 1955 : Les Pépées au service secret de Raoul André
- 1957 : Un certain monsieur Jo de René Jolivet
- 1958 : Sois belle et tais-toi de Marc Allégret : le gardien du musée Grévin
- 1958 : La Tête contre les murs de Georges Franju : Decauville, le chauffeur
- 1959 : Le Fric de Maurice Cloche : un employé du juge (non crédité)
- 1959 : Les Affreux de Marc Allégret Le planton de la Compagnie Européenne des Pétroles CEP
- 1961 : Snobs ! de Jean-Pierre Mocky : Nicolas Grimon
- 1963 : Un drôle de paroissien de Jean-Pierre Mocky : le sacristain de Saint-Étienne-du-Mont
- 1964 : La Cité de l'indicible peur ou La Grande Frousse de Jean-Pierre Mocky : M. Paul, le pharmacien
- 1965 : La Bourse et la Vie de Jean-Pierre Mocky : Dumoulin, le pharmacien
- 1967 : Les Compagnons de la marguerite, de Jean-Pierre Mocky : le président du tribunal
- 1968 : La Grande Lessive (!) de Jean-Pierre Mocky : le père Loupiac
- 1969 : L'Étalon de Jean-Pierre Mocky : le président de l'Assemblée

## Théâtre
- 1941 : Les Deux Orphelines d'Adolphe d'Ennery et Eugène Cormon, mise en scène Robert Ancelin, Théâtre de la Porte-Saint-Martin